# Linnormen
Linnormen är en kulle i Antarktis. Den ligger i Östantarktis. Norge gör anspråk på området. Toppen på Linnormen är 2 296 meter över havet.
Terrängen runt Linnormen är kuperad norrut, men söderut är den platt. Trakten är obefolkad. Det finns inga samhällen i närheten. 